# Sveučilište Bocvane
Sveučilište Bocvane osnovano je 1982. godine kao prvi Sveučilište u državi Bocvani. Na četiri Sveučilišna kampusa danas studira oko 15 000 studenata.
Sveučilište je smješteno u gradovima Gaborone, Francistown i Maun. 

## Vanjske poveznice
- University of Botswana